# Ndiapo Letsholathebe
Ndiapo Letsholathebe (Lobatse, 25 de fevereiro de 1983) é um futebolista botsuanense que atua como defensor.

## Carreira
Ndiapo Letsholathebe representou o elenco da Seleção Botsuanense de Futebol no Campeonato Africano das Nações de 2012.